# 31E busz (Székesfehérvár)
A székesfehérvári 31E jelzésű autóbusz a Vasútállomás és a Videoton között közlekedik, munkanapokon hajnalban. Ez a város egyik legritkábban közlekedő helyi autóbuszjárata. A viszonylatot a Volánbusz üzemelteti.

## Története
A 2017 októberében életbe lépett járatritkítás következtében megszüntetésre került az iskolai előadási napokon közlekedő, Videotontól 7 órakor induló járat, helyette a Béla utca felől érkező 31-es busz egyik menete kitérőt tesz a Videoton megállóhoz.

## Járművek
Régebben Ikarus 412, Ikarus 260, Ikarus 263, Volvo B10L-SN12 és DAB 15-1200C szóló autóbuszok közlekedtek rajta, de előfordult Ikarus 280-as csuklós típus is a vonalon. Napjainkban a vonalon Mercedes-Benz Citaro típusú jármű közlekedik.

## Útvonala
| Videoton felé | Vasútállomás felé |
| --- | --- |
| Vasútállomás vá. – Béke tér – Deák Ferenc utca – Budai út – Budai út – Fiskális út – Túrózsáki út – Berényi út – Videoton vá. | Videoton vá. – Berényi út – Béla utca – Fiskális út – Budai út – Budai út – Lövölde utca – Deák Ferenc utca – Béke tér – Vasútállomás vá. |

## Megállóhelyei
| 0  | Vasútállomás végállomás     | 15 | 13, 13A, 13G, 13Y, 20, 30, 31, 32, 33, 34, 35, 36, 37, 38, 40, 41, 43, 44 7315, 7398, 8010, 8011, 8013, 8082, 8086, 8092, 8093, 8624 S30 G30 Z30 S34 S35 G43 S150 S440 S450 IC, sebesvonat, gyorsvonat, expresszvonat | Vasútállomás, Vasvári Pál Gimnázium, Kodály Zoltán Általános Iskola és Gimnázium |
| 2  | Árpád utca                  | ∫  | 31, 32 |                                                                                  |
| 3  | Budai út / Deák Ferenc utca | ∫  | 31, 32 | Fejér Vármegyei Rendőr-főkapitányság                                             |
| ∫  | Lövölde utca                | 12 | 33, 34 | Viktória Rehabilitációs Központ                                                  |
| 4  | Gáz utca / Budai út         | 11 | 14, 14G, 22, 23, 23E, 33, 34, 40, 41, 42, 43, 44 707, 747, 748, 749, 750, 751, 757, 758, 759, 8030, 8032, 8033, 8035, 8037, 8039 1803, 1823, 1824                                                                     | Interspar                                                                        |
| 5  | Zrínyi utca                 | 10 | 14, 22, 23, 23E, 40, 41, 42, 43, 44 | Láncos Kornél Gimnázium, Gróf Széchenyi István Műszaki Szakközépiskola           |
| 6  | Király sor / Budai út       | 9  | 14, 22, 23, 23E, 40, 41, 42, 43, 44 707, 747, 748, 749, 750, 751, 757, 758, 759 1172, 1173, 1174, 1204, 1205, 1215, 1229                                                                                              |                                                                                  |
| 8  | Halesz park                 | 7  | 17, 22, 23, 23E, 31 |                                                                                  |
| 10 | Fiskális út / Budai út      | 5  | 17, 22, 23, 23E, 31 707, 747, 748, 749, 750, 751, 757, 758, 759, 8030, 8035 | Öreghegyi Magyarok Nagyasszonya Plébániatemplom, Budai úti református templom    |
| 11 | Bártfai utca                | 4  | 23, 23E, 25, 31 |                                                                                  |
| 12 | Késmárki utca               | 3  | 23, 23E, 25, 31 | Fiskális úti orvosi rendelő, Székesfehérvár 8. sz. posta                         |
| 13 | Pozsonyi út / Fiskális út   | 2  | 23, 23E, 24, 25, 31, 32 |                                                                                  |
| 14 | Máriavölgyi elágazás        | 1  | 23, 23E, 26A, 31, 32 | Dominó Panzió                                                                    |
| 15 | Videoton végállomás         | 0  | 23, 23E, 26, 26A, 26G, 31, 32, M26 718, 8010, 8011, 8013, 8030, 8035 | Videoton                                                                         |